# François de Roux
Pour les articles homonymes, voir de Roux.
François de Roux, né le 7 mars 1897 à Aix-en-Provence et mort le 17 juillet 1954 à Paris, est un écrivain français, lauréat du prix Renaudot en 1935.

## Biographie
François de Roux est le fils de Paul de Roux, ancien officier de cavalerie, directeur des établissements industriels Grammont et de Amélie Coissieu. Il est le neveu de Félix de Roux, initiateur de la culture intensive du riz en Camargue grâce à l’endiguement du Rhône. Il est l’oncle du poète Paul de Roux.
François de Roux épouse à Paris, en 1922, Odette Magne. De cette union naissent : Yvonne de Roux (1923) et Bernadette de Roux (1925).
Ami de Jean Paulhan et de Paul Valéry, il commence sa carrière littéraire en 1924, à l’âge de 27 ans. Il contribue de 1924 à 1935 à La Nouvelle Revue française avec des articles sur Jacques Rivière, Jacques de Lacretelle, Colette, etc.
Il publie Jours sans gloire en 1935, chez Gallimard pour lequel il obtient le prix Renaudot le 5 décembre 1935. Le 15 décembre 1935, lors d’un dîner chez Drouant rassemblant les dix lauréats du prix Renaudot depuis 1926 (Charles Braibant, Philippe Hériat, Louis-Ferdinand Céline…), François de Roux émet l’idée de publier un recueil de dix nouvelles dues aux lauréats, présentées par chacun des jurés. Elle est adoptée. Le volume paraîtra au cours de l’année suivante.[réf. nécessaire] Pour Brune, il manque de peu le prix Goncourt 1938, battu au cinquième tour de scrutin par L'Araigne d'Henri Troyat grâce à la double voix du président du jury, J.-H. Rosny aîné.
Robert Laffont réussit à attirer François de Roux avec Amours perdues en 1942 puis L'Ombrageuse (1942) qui franchit les 50 000 exemplaires[réf. nécessaire].

## Œuvre
- 1935 : Jours sans gloire — prix Renaudot
- 1938 : Brune
- 1942 : Amours perdues
- 1945 : L'Ombrageuse
- 1950 : Les Absentes
- 1952 : La Jeunesse de Lyautey